# Пйотровиці (Прошовицький повіт)
Пйотровиці (пол. Piotrowice) — село в Польщі, у гміні Кошиці Прошовицького повіту Малопольського воєводства.
Населення — 210 осіб (2011).
У 1975-1998 роках село належало до Келецького воєводства.

## Демографія
Демографічна структура станом на 31 березня 2011 року:
|          | Загалом | Допрацездатний вік | Працездатний вік | Постпрацездатний вік |
| -------- | ------- | ------------------ | ---------------- | -------------------- |
| Чоловіки | 102     | 15                 | 77               | 10                   |
| Жінки    | 108     | 18                 | 53               | 37                   |
| Разом    | 210     | 33                 | 130              | 47                   |